# Jim Nicholson

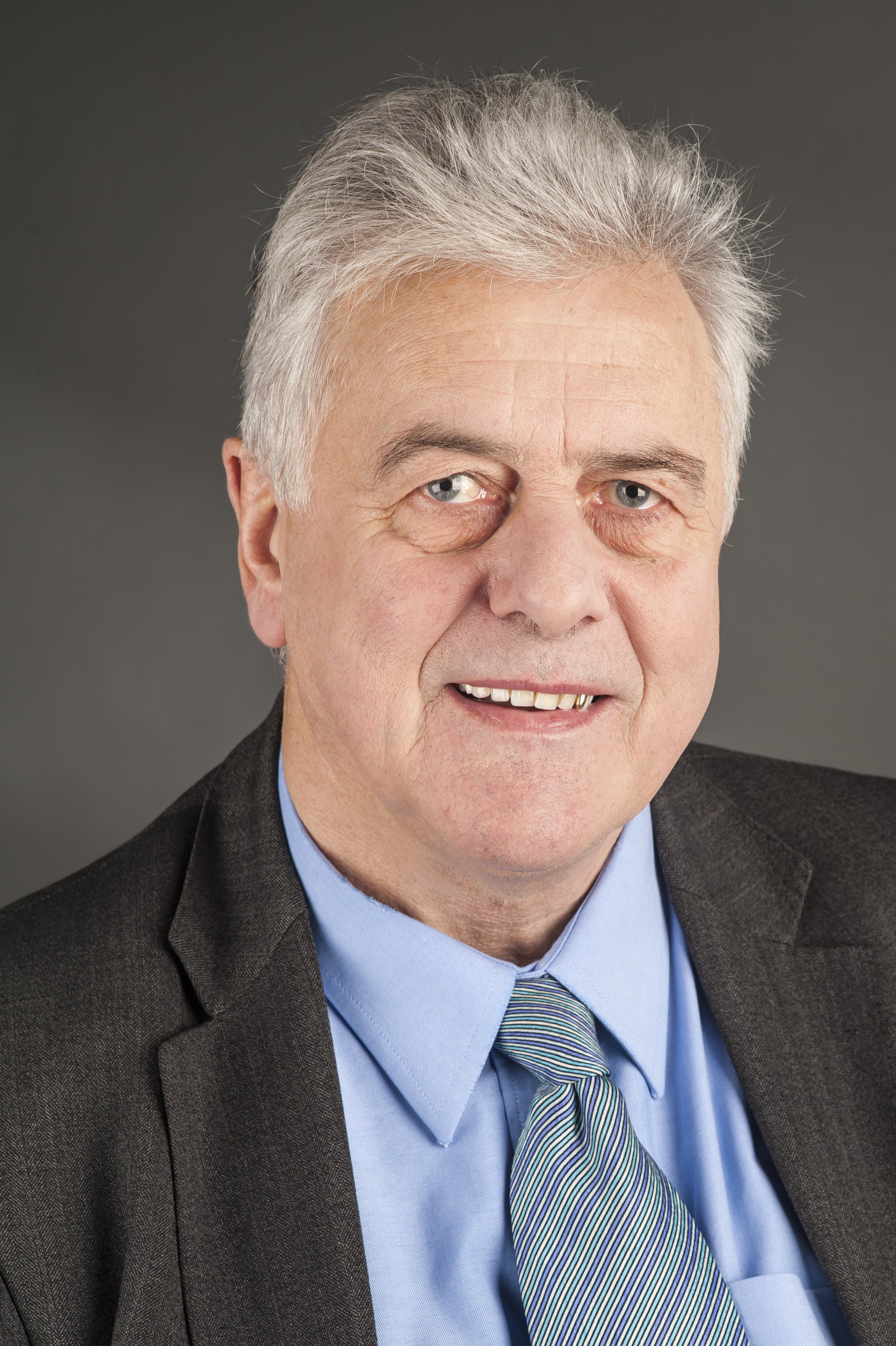
Jim Nicholson (2014)

Jim Nicholson, egentligen James Frederick Nicholson, född 29 januari 1945 i Armagh, är en nordirländsk politiker som var ledamot av Europaparlamentet för Ulster Unionist Party 1989-2019.
Nicholson, som är lantbrukare, har tidigare varit ledamot av det brittiska underhuset för valkretsen Newry & Armagh från 1983 till 1985, då han i likhet med andra nordirländska unionister lämnade parlamentet i protest mot Anglo-Irish Agreement. Han lyckades inte bli omvald i det följande fyllnadsvalet i januari 1986, utan förlorade valkretsen till  Seamus Mallon från Social Democratic and Labour Party.  Han kandiderade åter i valet 1987, men blev inte heller då invald. 
I valet till Europaparlamentet 1989 valdes han till ledamot för Nordirland och omvaldes sedan 1994, 1999, 2004, 2009 och 2014.
Från 21 juli 2004 var han kvestor i Europaparlamentets presidium. Han har tidigare varit medlem av jordbruksutskottet.
Han satt i partigruppen Europeiska konservativa och reformister (ECR). Under en del av mandatperioden 1994-1999 satt han i gruppen Oberoende för Nationernas Europa.
Nicolson betecknade sig själv som "eurorealist", vilket har tolkats som milt euroskeptisk, men stödde stanna-sidan i brexit-folkomröstningen.